# Acebal
Acebal is een plaats in het Argentijnse bestuurlijke gebied Rosario in de provincie Santa Fe. De plaats telt 4864 inwoners.